# فريديريك لوفيفر
فريديريك لوفيفر (بالفرنسية: Frédéric Lefèvre)‏ هو سباح فرنسي، ولد في 23 أبريل 1970.

## وصلات خارجية
- فريديريك لوفيفر على موقع الاتحاد الدولي للسباحة (الإنجليزية)
- فريديريك لوفيفر على موقع أوليمبيديا (الإنجليزية)